# Trnucha obecná
Trnucha obecná (Dasyatis pastinaca) je druh rejnoka, žijící ve Středozemním moři, Černém moři a ve východní části Atlantiku od Skandinávie po Kanárské ostrovy.

## Popis
Obývá mělčiny, kde se skrývá v bahně a číhá na kořist, kterou tvoří ryby a korýši, aktivní je převážně v noci. Je živorodá, dožívá se asi deseti let. Dosahuje obvykle délky okolo jednoho metru, ale byli uloveni i jedinci dlouzí 2,5 m a širocí 1,5 m, vážící okolo 10 kg. Tělo je ploché, kostra je tvořena chrupavkami, nemá hřbetní ani ocasní ploutev. Má šedě nebo hnědě zbarvený hřbet a bílé břicho. Ocas je opatřen ostrým trnem s jedovou žlázou, dlouhým až přes 30 cm a sloužícím k obraně. Způsobuje jím bolestivá zranění, důsledkem jedu může být u člověka bolení hlavy a nevolnost, existuje také nebezpečí infekce. O nebezpečí tohoto jedu se zmiňuje již Plinius starší, od starých Římanů také pochází druhový název, poukazující na podobnost ocasu s kořenem pastináku. Trnuchy jsou loveny kvůli masu a především játrům obsahujícím tuk, dříve se jejich kůže používala k dekoračním účelům pod názvem šagrén.